# Sola (Lil Jolie)
Sola è un singolo della cantautrice italiana Lil Jolie, pubblicato il 3 giugno 2022 come terzo estratto dal primo EP Bambina.

## Descrizione
Il brano, scritto da Federico Bertollini, in arte Franco126, è prodotto da Michele Lamonica, in arte CloseListen.

## Video musicale
Il video musicale, diretto da Martina Pastori, è stato pubblicato il 7 giugno 2022 attraverso il canale YouTube della Warner Music Italy, preceduto il 27 maggio dal visual art video diretto da Riccardo Sergio e Marco Curcio.

## Tracce
Testi e musiche di Federico Bertollini.
1. Sola – 2:27